# Atletismo nos Jogos Pan-Americanos de 1959 - Decatlo masculino
A prova do decatlo masculino nos Jogos Pan-Americanos de 1959 foi realizada em Chicago, Estados Unidos.

## Medalhistas
| Ouro                             | Prata                            | Bronze                   |
| David Edstrom USA Estados Unidos | Philip Mulkey USA Estados Unidos | George Stulac CAN Canadá |

## Resultados
| Posição           | Nome             | Nacionalidade      | Marca | Notas |
| ----------------- | ---------------- | ------------------ | ----- | ----- |
| Medalha de ouro   | David Edstrom    | USA Estados Unidos | 7254  |       |
| Medalha de prata  | Philip Mulkey    | USA Estados Unidos | 6062  |       |
| Medalha de bronze | George Stulac    | CAN Canadá         | 5989  |       |
| 4                 | Héctor Thomas    | VEN Venezuela      | 5626  |       |
| 5                 | Emir Martínez    | ARG Argentina      | 5489  |       |
| 6                 | Juris Laipenieks | CHI Chile          | 5472  |       |
| 7                 | Rodolfo Mijares  | MEX México         | 5213  |       |
| 8                 | Leopoldo Vázquez | MEX México         | 4969  |       |